# Trionymus thulensis
Trionymus thulensis är en insektsart som beskrevs av Green 1931. Trionymus thulensis ingår i släktet Trionymus och familjen ullsköldlöss. Arten är reproducerande i Sverige. Inga underarter finns listade i Catalogue of Life.